# Atomaria bescidica
Atomaria bescidica är en skalbaggsart som beskrevs av Edmund Reitter 1887. Atomaria bescidica ingår i släktet Atomaria, och familjen fuktbaggar. Enligt den finländska rödlistan är arten nära hotad i Finland. Arten är reproducerande i Sverige. Artens livsmiljö är naturmoskogar.